# Valle di Fraele
Valle di Fraele este o arie protejată (arie specială de conservare — SAC, sit de importanță comunitară — SCI) din Italia întinsă pe o suprafață de 1.691 ha, integral pe uscat.

## Localizare
Centrul sitului Valle di Fraele este situat la coordonatele 46°32′24″N 10°19′02″E / 46.54°N 10.317222°E.

## Înființare
Situl Valle di Fraele a fost declarat sit de importanță comunitară în iunie 1995 pentru a proteja 34 de specii de animale. Situl a fost protejat și ca arie specială de conservare în iunie 2017.

## Biodiversitate
Situată în ecoregiunea alpină, aria protejată conține 5 habitate naturale: Pajiști alpine și subalpine calcaroase, Pante stâncoase calcaroase cu vegetație casmofită, Tufărișuri cu Pinus mugo și Rhododendron hirsutum (Mugo-Rhododendretum hirsuti), Păduri montane și subalpine de Pinus uncinata (* dezvoltate pe substrat gipsos sau calcaros), Grohotișuri calcaroase și de șisturi calcaroase de la nivelul montan până la nivelul alpin (Thlaspietea rotundifolii).
La baza desemnării sitului se află mai multe specii protejate de  păsări (34): uliu păsărar (Accipiter nisus), ciocârlie-de-câmp (Alauda arvensis), potârnichea de stâncă (Alectoris graeca saxatilis), rață mare (Anas platyrhynchos), acvilă de munte (Aquila chrysaetos), buha (Bubo bubo), Carduelis citrinella, cojoaica de pădure (Certhia familiaris), șerpar (Circaetus gallicus), porumbel gulerat (Columba palumbus), cioară neagră (Corvus corone), Eudromias morinellus, șoim călător (Falco peregrinus), vânturel roșu (Falco tinnunculus), ciuvică (Glaucidium passerinum), zăgan (Gypaetus barbatus), Lagopus muta helvetica, câneparul (Linaria cannabina), Lyrurus tetrix tetrix, gaia neagră (Milvus migrans), gaia roșie (Milvus milvus), cinghiță alpină (Montifringilla nivalis), viespar (Pernis apivorus), cormoran mare (Phalacrocorax carbo), brumăriță de pădure (Prunella modularis), Ptyonoprogne rupestris, mărăcinar (Saxicola rubetra), silvie-mică (Sylvia curruca), Tachymarptis melba, fluturașul de stâncă (Tichodroma muraria), sturz-cântător (Turdus philomelos), sturz (Turdus pilaris), mierlă gulerată (Turdus torquatus), sturzul de vâsc (Turdus viscivorus)
Pe lângă speciile protejate, pe teritoriul sitului au mai fost identificate 14 specii de plante, 17 specii de păsări, 2 specii de amfibieni, 8 specii de mamifere, 2 specii de nevertebrate, 1 specie de reptile.